# Doofus
Doofus is een videospel voor de Commodore Amiga en voor DOS. Het spel werd uitgebracht in 1993. Het spel is een horizontaal scrollend platformspel waarbij de speler wordt gevolgd door een hond. Hij moet zorgen dat hij en zijn huisdier zich niet bezeren. Tijdens het spel kunnen verschillende bonuswapens worden verkregen. Het spel is Engelstalig.

## Ontvangt
| Beoordeeld door                | platform     | jaar | score |
| ------------------------------ | ------------ | ---- | ----- |
| Amiga Joker                    | Amiga        | 1993 | 69    |
| ASM (Aktueller Software Markt) | Amiga        | 1994 | 67    |
| Jeuxvideo.com                  | Amiga en DOS | 2011 | 65    |
| The One Amiga                  | Amiga        | 1994 | 53    |
| The DOS Spirit                 | DOS          | 2010 | 50    |
| Power Play                     | DOS          | 2011 | 48    |
| PC Player (Duitsland)          | DOS          | 1994 | 47    |
| Amiga Games                    | Amiga        | 1993 | 41    |
| Amiga Action                   | Amiga        | 1994 | 30    |
| Amiga Power                    | Amiga        | 1994 | 4     |